# Santafeïta
La santafeïta és un mineral de la classe dels fosfats. Rep el nom en honor a la companyia de ferrocarrils Atchison, Topeka i Santa Fe, per les seves activitats pioneres d'exploració i desenvolupament en relació amb els jaciments d'urani de Nou Mèxic.

## Característiques
La santafeïta és un vanadat de fórmula química (Na,Ca,Sr)₁₂(Mn2+,Fe3+,Al,Mg)₈Mn4+₈(VO₄)16(OH,O)20·8H₂O. Cristal·litza en el sistema ortoròmbic.
Segons la classificació de Nickel-Strunz, la santafeïta pertany a «08.DM - Fosfats, etc. amb cations de mida mitjana i gran, (OH, etc.):RO₄ > 2:1» juntament amb els següents minerals: morinita, esperanzaïta, clinotirolita, tirolita, betpakdalita-CaCa, melkovita, betpakdalita-NaCa, fosfovanadilita-Ba, fosfovanadilita-Ca, yukonita, uduminelita i delvauxita.
L'exemplar que va servir per a determinar l'espècie, el que es coneix com a material tipus, es troba conservat a les col·leccions mineralògiques del Museu Nacional d'Història Natural, l'Smithsonian, situat a Washington DC (Estats Units).

## Formació i jaciments
Va ser descoberta a la mina d'urani del comtat de McKinley, a Nou Mèxic (Estats Units). També ha estat descrita en altres indrets dels Estats Units, concretament als estats d'Arizona i Utah, així com a San Luis Potosí (Mèxic), i la mina Molinello, a Ligúria (Itàlia).